# Kopparö, Pargas
Kopparö är en by i Pargas i Finland. Den har varit bebodd åtminstone sedan 1500-talet. Kända personer som har bott i Kopparö inkluderar John Wilhelmsson.
Historiskt har det funnits fyra större gårdar och en skara mindre torp som hört till dessa: Kopparö Uppgård, Kopparö Mellangård, Kopparö Böhls (tidigare känt som Frostböle under 1600-talet) och Kopparö Västergård.
En av äldsta kända invånarna var en bonde vid namn "Holger Arendsson"; han nämns där första gången 1540 och ända fram till 1580. Holger fick åtminstone tre söner som alla blev bönder över egna gårdar i Kopparö eller grannbyn Ersby.